# Colonization
Colonization – strategiczna gra turowa stworzona przez Sida Meiera dla firmy MicroProse w 1994 roku.
Gra polega na rozwijaniu własnej sieci osadniczej w Nowym Świecie, od wyprawy Krzysztofa Kolumba (1492) do czasu wojen o niepodległość kolonii. Głównym celem gry jest uzyskanie niepodległości. Dla graczy ważny jest też końcowy wynik rozgrywki (dane statystyczne), na który składa się liczba obywateli (punktacja zależna od stopnia ich wyszkolenia), zasobność skarbca, rok oderwania się od macierzystego imperium (deklaracja niepodległości) oraz rok uzyskania niepodległości.

## Struktura gry

### Tworzenie świata i wybór cywilizacji
Przed rozpoczęciem gry można ustawić parametry odkrywanego świata: jego klimat (wilgotność i temperaturę), stosunek powierzchni lądu do powierzchni wody oraz ukształtowanie lądów (od archipelagów do kontynentów). Klimat i wilgotność mają wpływ na jakość terenów, które będą kolonizowane przez konkurujące mocarstwa; np. im wyższa będzie temperatura i mniejsza wilgotność tym częściej będą występować pustynie, a zmniejszy się liczba sawann.
Gracz ma możliwość wybrania jednej z czterech potęg europejskich (Anglia, Francja, Hiszpania bądź Niderlandy) oraz jednego z 5 poziomów trudności. Osadnicy, w zależności od wybranego przez gracza państwa, uzyskują dodatkowe przewagi:
- Anglicy uzyskują większą liczbę osadników (emigracja związana z prześladowaniami religijnymi),
- Francuzi mają lepsze stosunki z Indianami i uzyskują większe korzyści z handlu wymiennego z tubylcami,
- Holendrzy dysponują na początku gry pojemniejszym i szybszym statkiem oraz korzystają ze stabilności cen na giełdzie towarowej w Amsterdamie,
- Hiszpanie uzyskują dodatkową przewagę przy walkach z Indianami; żądni złota, w ruinach zburzonych tubylczych osiedli znajdują więcej skarbów niż przedstawiciele innych nacji.

### Rozgrywka
Zadaniem gracza jest stworzenie sieci rozbudowanych kolonii, których potencjał i obrona pozwolą na odparcie finalnego ataku sił ekspedycyjnych decydującego o zwycięstwie lub porażce w grze. Zadanie to realizowane jest poprzez zarządzanie ekonomiczne siecią osiedli i ich produkcją. Dobra wytwarzane przez osiedla służą do dalszej rozbudowy osad lub do sprzedaży w rodzimym porcie europejskim, tudzież do handlu z tubylcami (lub ewentualnie do handlu z obcymi koloniami), dzięki czemu uzyskuje się środki niezbędne do zakupów lub rekrutacji kolonistów.

#### Specjaliści
W grze został położony nacisk na profesje kolonistów. Każdy z nich posiada jakieś specjalne umiejętności, które powodują zwiększenie produkcji, charakterystycznej dla danej profesji. Przykładem może być drwal, który produkuje większą ilość drzewa pracując w swojej profesji – właśnie jako drwal. Jeśli specjalista pracuje w innej profesji niż ta, w której jest wyszkolony, jest traktowany jako niewykwalifikowany – jego produkcja jest odpowiednio mniejsza.
W grze występują także osadnicy bez ściśle określonej profesji:
- wolni osadnicy
- służący
- kryminaliści
- nawróceni Indianie

Specjalistów można przyłączać do kolonii kilkoma metodami:
- spontaniczna emigracja (brak wpływu gracza na profesję powoływanych osadników)
- rekrutacja (wybór ograniczony do trzech oczekujących kolonistów różnej profesji)
- przeszkolenie w szkole/koledżu/uniwersytecie (jeden kolonista szkoli innego – wymagany różny poziom rozbudowy uczelni)
- przeszkolenie przez plemiona indiańskie (ograniczone do profesji nieznanych w Europie, tylko wolni koloniści lub służący)
- zakup przeszkolonego kolonisty danej profesji w Europie
- atak na kolonistę innego mocarstwa europejskiego

Każdy osadnik może być przeszkolony w ramach potrzeb w pioniera (w szkole), żołnierza (przeszkolony w koledżu, czasami po wygranej potyczce z wrogiem) lub skauta (po odwiedzeniu kilku plemion Indian), a np. w ten sposób utworzony żołnierz może być z powrotem przekształcony w zwykłego osadnika. Odbywa się to poprzez wyposażenie osadnika w konie (skaut), narzędzia (pionier), broń (żołnierz), broń + konie (dragon).
Specjaliści, z uwagi na intensyfikację konkretnej produkcji są szczególnie cenni dla osad. Tylko jeden osadnik może pracować na polu bezpośrednio przyległym do osady (np. rolnik, górnik, drwal) – jeśli będzie to farmer, produkcja żywności w osadzie znacząco wzrasta. Dodatkowy jej wzrost jest uwarunkowany oczyszczeniem pól oraz zasobami danego pola (łąka, rzeka, las itp.)
W osadzie specjaliści mogą być wykorzystani przy produkcji danego dobra konsumpcyjnego (np. przy produkcji cygar z tytoniu), jednak ich liczba jest ograniczona do trzech w danej budowli. Znaczy to, iż można wykorzystać tylko trzech cieśli w swojej profesji (tartaku) – jeśli jest ich więcej, będą traktowani jako osadnicy niewykwalifikowani (nie pracujący w swojej profesji).
Zdarza się, iż osada jest nastawiona na uprawę dóbr (bawełna, tytoń, trzcina cukrowa) czy wydobycie (ruda żelaza, srebro). Osada taka może mieć problem z zaopatrzeniem w żywność, a więc z utrzymaniem specjalistów odpowiedzialnych za przeróbkę tych dóbr. Optymalnym rozwiązaniem jest budowa wozów transportowych i dostarczanie żywności. Towar zmagazynowany w osadzie może być wtedy przeniesiony do osad wyspecjalizowanych w ich dalszej przeróbce.
W grze występują także „specjalni” specjaliści:
- żołnierze – posiadają większe współczynniki ataku/obrony niż wojsko tworzone z osadników
- nauczyciele – umożliwiają trening niewykwalifikowanych osadników w specjalistów; nauczycielem może zostać każdy specjalista po umieszczeniu go w szkole/college’u/uniwersytecie (zależnie od specjalności) – przeszkolą oni niewykwalifikowanego kolonistę w specjalistę (w stosunku 1:1)
- misjonarze – zakładają misje w osadach indiańskich co powoduje rekrutację nowych osadników w postaci nawróconych Indian
- kaznodzieje – wynikiem ich pracy w kościele/katedrze są krzyże – które przeliczane są na ilość pieniędzy jakie musisz uiścić za emigrantów z Europy (można ich zaokrętować za niższą cenę bądź jeśli skumulowana liczba wyprodukowanych krzyży przekroczy cenę rekrutacji, rekrut pojawi się w dokach)
- separatyści – produkują „dzwony wolności”, umożliwiające osiągnięcie niepodległości (cel gry)

#### Handel
W grze silnie rozbudowany jest wątek handlowy – zajmując określone tereny poprzez przydzielenie do nich dowolnych osadników lub specjalistów danej branży (intensyfikujących produkcję) można czerpać z nich określone korzyści – takie jak np. produkcja żywności, traperstwo, uprawa cukru, tytoniu lub bawełny, wyrąb drzewa, wydobycie żelaza i srebra, itd., itp. Dobrami tymi można handlować ze „starym kontynentem” – głównym (i jedynym) europejskim porcie gracza. Ceny sprzedawanych (lub kupowanych) towarów podlegają wahaniom, warto więc sprzedawać to, na co akurat jest największe zapotrzebowanie.
Handlując towarami na starym kontynencie często okazuje się, iż na zaokrętowanie czekają potencjalni osadnicy. Niestety, gracz nie mam wpływu na to, jakiej profesji są potencjalni emigranci. Mogą to być cenni specjaliści, jak również zwykli niewykwalifikowani osadnicy, więźniowie czy nawet księża. Na szczęście gracz dysponuje opcją rekrutacji – za odpowiednią gratyfikację finansową można zaokrętować potrzebnego osadnika. Aby jednak nie było to zbyt proste, producenci ograniczyli opcję rekrutacji do trzech osadników, na których profesję nie mamy wpływu. Może się więc okazać, iż w danej chwili dostępnych do rekrutacji jest np. trzech drwali.
Ostatnia możliwość to wykształcenie potrzebnego specjalisty na europejskim uniwersytecie. Specjalista jest dostępny natychmiastowo, jednak wiąże się to ze znacznymi kosztami. W ten sposób można też zaopatrzyć się w żołnierzy i artylerię oraz różnorakie statki.
Wzrost specjalizacji osad pociąga za sobą dodatkowe możliwości w handlu – np. produkcja i sprzedaż w Europie drogiego rumu zamiast tańszego cukru, drogich cygar zamiast tytoniu, podobnie jak to się ma np. ze skórami (ubrania) czy bawełną (tkaniny).
Intensyfikacja produkcji wymaga odpowiedniej ilości surowców, odpowiedniego typu budynku (np. destylarnia) oraz pracowników, których może być maksymalnie trzech w danym budynku. Niektóre budynki można ulepszać, dzięki którym produkcja będzie rosła, podobnie jak posiadanie odpowiednich specjalistów. Niezbędny jest także obrót dobrami. Przy przepełnieniu magazynów poszczególne dobra będą nadal produkowane jednak nadwyżki poza ilość mieszczącą się w magazynach są zniszczone.

#### Wojna
W trakcie kolonizacji Nowego Świata nader często występują konflikty interesów o dostęp do surowców. Wrogie działania (w formie niespodziwanej napaści na osadę) stosują nie tylko Indianie. Nader często zdarza się, iż wojna zostanie wypowiedziana przez jedno z mocarstw europejskich. Europejczycy posługują się silną armią – dragonami, doświadczoną piechotą oraz artylerią. Przeciwko takim siłom najlepiej sprawdza się fort i forteca, które skutecznie mogą bronić się nawet przed zmasowanym atakiem armii kontynentalnej.
W grze jednostki (z wyjątkiem artylerii i sporadycznie zatopienia okrętu bądź ataku skauta) nie są niszczone. Jednostka przegrana staje się kolejno coraz bardziej osłabiona – jednostka dragonów przekształca się w piechotę, a ta, w wyniku przegranej bitwy, w wyjściowego kolonistę. Atak na taką jednostkę spowoduje jej przechwycenie. Atakujący zyskuje danego specjalistę, przegrywający – traci.
Wojny z innymi mocarstwami europejskimi są o tyle uciążliwe, iż przeciwnik może uzupełniać swoją obronę budując fortyfikacje atakowanych osad i dosyłając jednostki obronne bezpośrednio z Europy.
Sporym zagrożeniem są także niespodziewane ataki indiańskie, szczególnie, jeśli celem ataku są wozy transportujące dobra, pionierzy ulepszający tereny czy specjaliści podróżujący pomiędzy osadami. Atak taki jest równoznaczny ze zniszczeniem celu ataku – obrona takich jednostek polega tylko na konwojowaniu wszelkich jednostek znajdujących się poza osadami gracza.

#### Produkcja
Oprócz dóbr typowo handlowych (cukier, tkaniny) osady są w stanie produkować także:
- żywność, niezbędna do funkcjonowania osady (każdy z osadników musi jeść, wymagana także przy hodowli koni)
- narzędzia, do budowy infrastruktury (drogi), nowych osad i specjalnych budynków
- broń umożliwiająca formowanie jednostek wojskowych
- młotki symbolizujące postęp procesu budowy innych jednostek takich jak:
  - armaty
  - wozy transportowe, umożliwiające przemieszczanie surowców między osadami bądź handel z innymi osadami (także osadami Indian)
  - okręty
  - budowa nowych budynków i ulepszenia istniejących, o ile są możliwe (warunkowane przez liczbę mieszkańców osady oraz istnienie konkretnych ulepszeń czy też dostępu do jeziora/morza)
  - elementy fortyfikacyjne osad

Jednym z najważniejszych budynków osady jest tartak, w którym produkuje się młotki. Cieśle, dysponujący drewnem są w stanie tworzyć tzw. „produkcję”, dzięki której jest możliwa budowa armat, wozów transportowych czy fortyfikacji umożliwiających rozbudowę osady do silnie bronionego fortu (dodatkowe bonusy obronne). Można wszystko to kupić, jednak zwykle nie jest tanie. Ponadto to budowy wielu budynków wymagane są narzędzia, bez których dane ulepszenie nie zostanie ukończone.
Osady mogą produkować trzy rodzaje dóbr „wirtualnych”, które nie mogą być kupowane, sprzedawane ani transportowane:
- młotki symbolizujące postęp produkcji budynków i niektórych jednostek (płacąc pieniędzmi, można zakupić liczbę niezbędną do zakończenia produkcji)
- dzwony wolności (w ratuszach) odpowiedzialne za szerzenie idei niepodległościowych
- krzyże (w kościołach) które powodują szybsze powstawanie emigrantów w dokach starego świata

#### Podatki
Życie kolonisty nie jest proste. Osadnicy innych nacji, wrogo nastawieni Indianie, piraci czy wciąż kurczące się zasoby rud metali to tylko „małe uniedogodnienia”. Prawdziwą zmorą jest król, który żąda podatku od zysków ze sprzedaży towarów Nowego Świata. Początkowo jest to 1-2%, które stopniowo z czasem osiągają astronomiczne wartości (nawet 70% lub więcej). Brak zgody gracza na podatek kończy się zakazem sprzedaży danego surowca w macierzystym porcie (jedynym dostępnym) starego kontynentu. Aby ponownie uzyskać możliwość sprzedaży danego dobra, należy zapłacić zaległy podatek, którego wartość jest obliczana jako wielokrotność ceny danego dobra (od 1000-10000 sztuk złota).

#### Niepodległość
Każda osada posiada identyczne budynki, które można ulepszać zwiększając ich wydajność produkcji (oprócz budynków specjalnych np. port, wymagający dostępu do morza). Wśród ogólnodostępnych budynków znajduje się także ratusz, produkujący tzw. „dzwony wolności”. Odpowiednim specjalistą jest tzw. separatysta (ang. libertyman, jednostka Elder Statesman), który produkuje zwiększoną liczbę „dzwonów wolności”, co przekłada się z kolei na liczbę osadników opowiadających się za niepodległością.
Jeśli liczba wszystkich takich osadników (we wszystkich osadach) wyniesie ponad 50%, można przystąpić do rewolucji (poprzez ogłoszenie deklaracji niepodległości), która bezpośrednio wiąże się z interwencją wojskową macierzystego imperium – atakiem wojsk macierzystego państwa.
Jeśli gracz przetrwa pierwszych kilkanaście tur ataków, zwykle pomocy w postaci jednostek wojskowych udziela mu jedna z sąsiednich potęg europejskich. Nie jest to jednak proste. Lądujące siły inwazyjne stanowią silne, regularne wojsko kilkukrotnie przewyższające liczebnością siły kolonistów, i które są w stanie przejąć nawet silnie ufortyfikowane osady z dużą armią obronną. Z tego też powodu opłaca się produkować dużą liczbę strzelb – w razie zagrożenia można wtedy sformować pomocnicze jednostki wojskowe bezpośrednio z osadników znajdujących się w osadach.

### Zwycięstwo
Wojna o niepodległość kończy się zdobyciem wszystkich osad gracza przez wojska interweniujące, lub przez zniszczenie wszystkich atakujących wrogich jednostek.
Po zwycięstwie gracz ma możliwość dalszej gry z tą różnicą, iż sprzedaż towarów nie jest obłożona podatkiem. Istnieje także możliwość handlu z osadami Nowego Świata należącymi do wszystkich innych krajów europejskich, oraz z ich portami rodzimymi.

## Kolejne wersje
Colonization doczekała się dwóch remake’ów. Pierwszą alternatywą jest projekt tworzony w oparciu o oprogramowanie open source Free Colonization (FreeCol). Opracowano także projekt Civilization IV: Colonization. Jest to gra oparta na silniku Civilization IV. Jej premiera nastąpiła 23 września 2008 roku.